# Christoph Rudolff
Christoph Rudolff (1499–1543) – niemiecki matematyk, autor pierwszego niemieckiego podręcznika do algebry pt. Coss. Przyjmuje się, że jako pierwszy posługiwał się współczesnym symbolem pierwiastka √. Studiował na Uniwersytecie Wiedeńskim, gdzie jego nauczycielem był Henricus Grammateus.
Rudolff urodził się na Dolnym Śląsku w miejscowości Jawor.